# Бронетранспортер

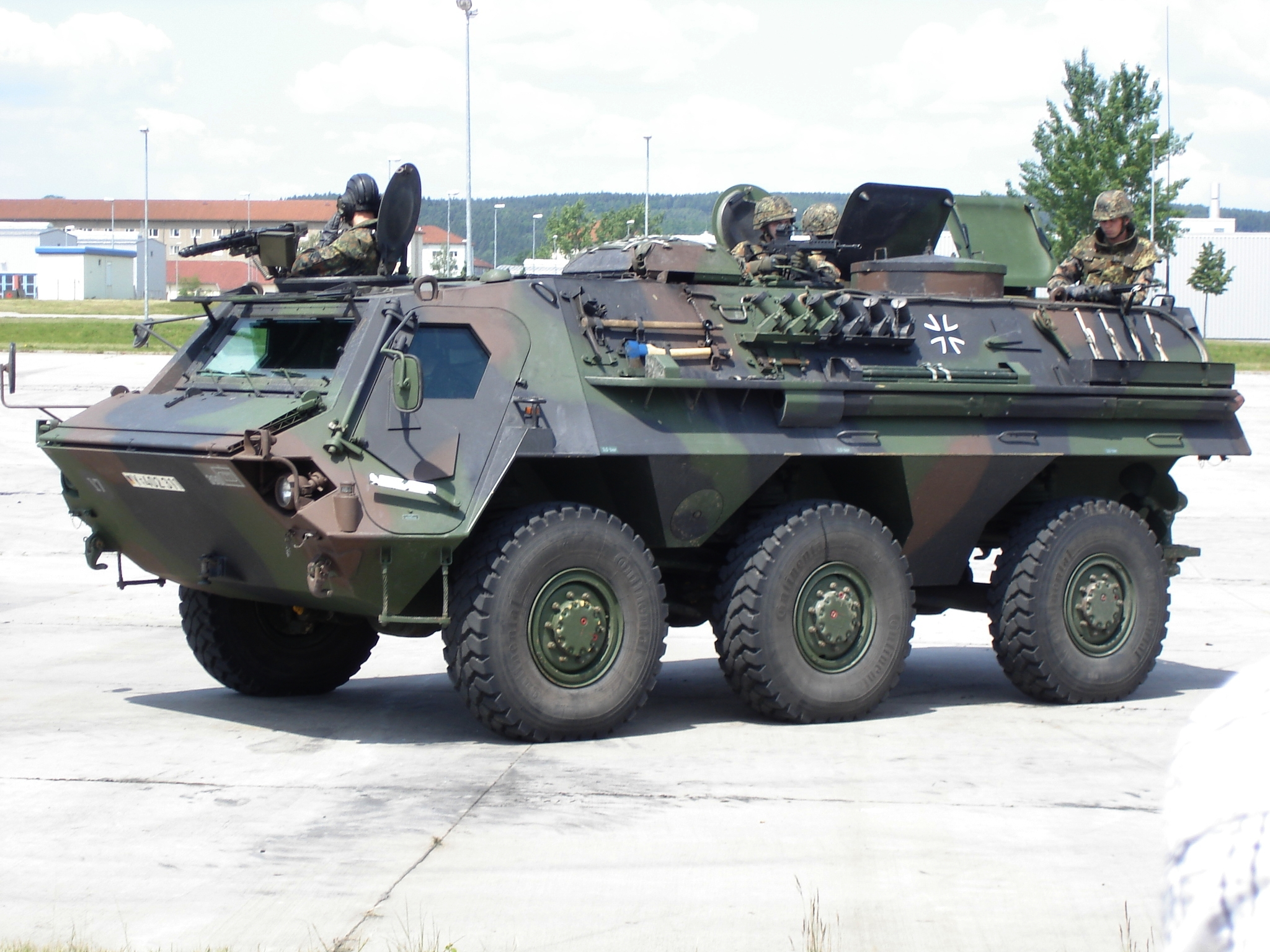
Німецький бронетранспортер TPz-1 «Фукс»

Бронетранспорте́р (БТР) — бойова броньована колісна або гусенична машина підвищеної прохідності, призначена для транспортування піхоти зі складу механізованих (мотопіхотних, мотострілецьких тощо) підрозділів на полі бою, ведення ними бою з машини та вогневої підтримки їх в період та після спішування.

## Призначення та основні характеристики

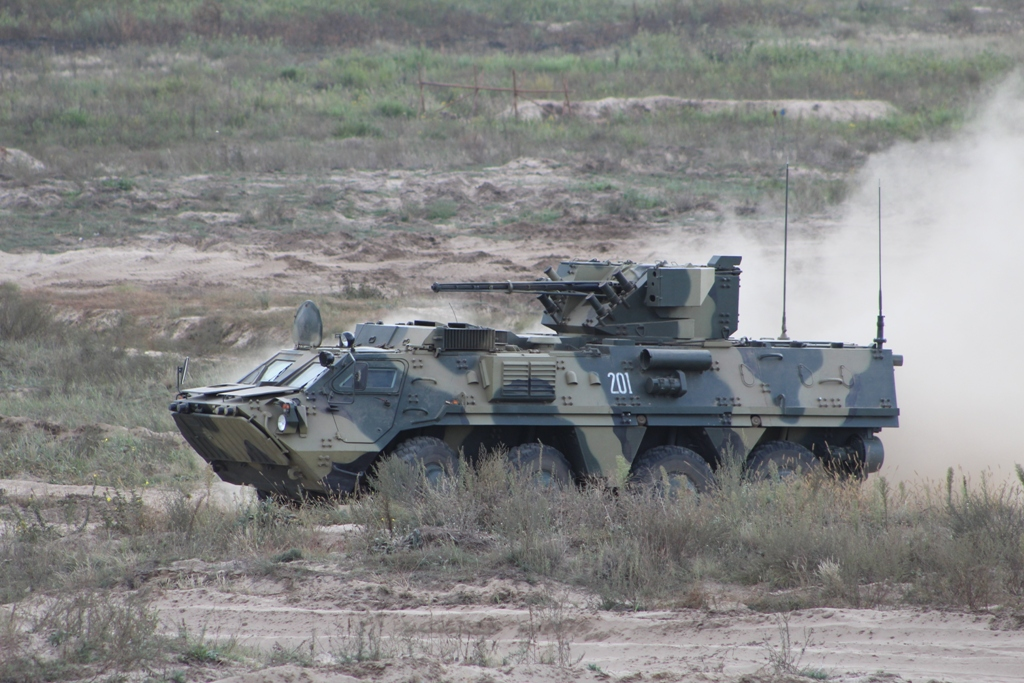
Український БТР-4

Використовується також для ведення розвідки, охорони, патрулювання, зв'язку; спеціально обладнані БТР — для доставляння на поле бою зброї, боєприпасів та інших військових вантажів, евакуації поранених.
Сучасні БТР озброєні, як правило, 20-мм автоматичною гарматою і кулеметом або 1-2 кулеметами калібру 7,62-мм, 12,7-мм, 14,5-мм, які встановлюються в башті, яка обертається; деякі моделі мають гранатомети та протитанкові ракетні комплекси.
Бронювання головним чином протикульове та протиуламкове. Усі бронетранспортери, як правило, плавучі, авіатранспортабельні, можуть десантуватися повітрям; оснащені радіостанціями, внутрішнім переговорним зв'язком, мають прилади для спостереження та ведення стрільби вдень та вночі. Вони також обладнуються апаратурою для виявлення та захисту від радіоактивного, хімічного та бактеріологічного забруднення місцевості, протипожежним та іншим обладнанням.
Раніше, в період Першої світової війни і після неї, класифікувався як транспортний танк або танк-транспортер.
Найближчими за класом бронетранспортеру (в деяких країнах немає цього поділу) машинами є бойові машини піхоти (БМП) і бойові машини десанту (БМД). Різниця полягає в задачах, які покладалися на машини. БТР в основному розроблявся як транспортний засіб піхоти, в той час як на БМП і БМД додатково покладалися завдання підтримки піхоти вогнем гармати і кулемета в наступі і обороні. Хоча на багатьох БТР встановлені досить потужні великокаліберні кулемети, озброєння цих машин, як правило, не є стабілізованим і має спрощені приціли, що обмежує його застосування в основному цілями самооборони. БМП і БМД відрізняються від БТР кращим захистом і вищою вогневою міццю. БТР ж, маючи колісний хід, значно перевершує їх у швидкості по дорогах з поліпшеним покриттям. В свою чергу, БМД відрізняється здатністю авіадесантування за допомогою парашута. БТР в порівнянні з БМП і БМД зазвичай має в рази меншу вартість у виробництві через відсутність на ньому складного і високотехнологічного обладнання.
Останнім часом розроблені варіанти гусеничних БТР на базі танків з протиснарядним бронюванням; таким чином, відмінності між гусеничними БТР, БМП та БМД за їхніми бойовими властивостям практично зникли. Зовні відрізнити такий БТР від БМП можна тільки за основним озброєнням, яке у БТР, як правило, кулеметне, а у БМП — гармата калібром від 20 мм і вище. Проте ряд важких бронетранспортерів, таких як БТР-Т, має озброєння калібром понад 20 мм, що фактично стирає межу між БТР і БМП. Іншою відмінністю є те, що БМП і БМД, на відміну від БТР, мають надійніший захист від вражальної дії ядерної зброї[джерело?].

## Історія розвитку

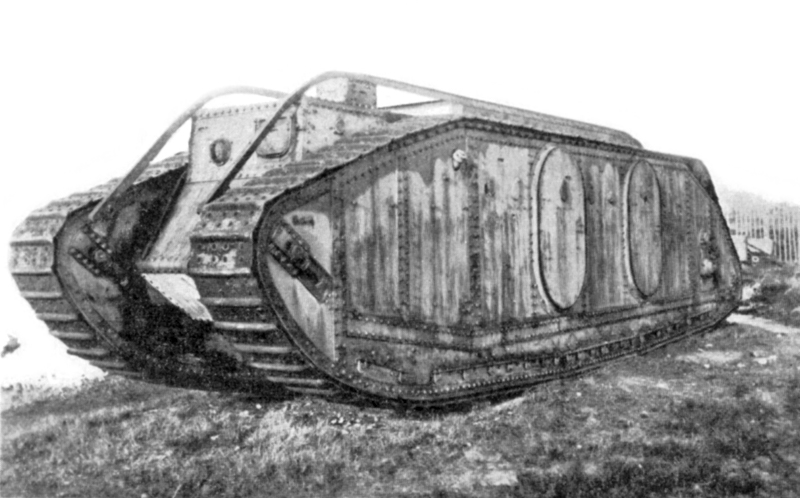
Транспортний танк (бронетранспортер) на базі Mk I.

Перші БТР (в сучасному розумінні) були побудовані англійцями під час Першої світової війни як транспортний танк Mark IX на базі Mk I для транспортування на поле бою до 50 піхотинців. Між світовими війнами пальма першості в розробці БТР перейшла до німецьких конструкторів, що розробили різні варіанти машин з колісно-гусеничним рушієм і противокульним бронюванням з раціональними кутами нахилу. До початку Другої світової війни колісно-гусеничний БТР М2 був розроблений в США і став наймасовішою машиною цього класу того часу. Модифікація М3 цього сімейства бойових машин поставлялася по ленд-лізу в СРСР, оскільки радянські конструктори і виробничі ресурси були орієнтовані на розробку більш потрібних фронту танків і САУ. В канадських, потім американських і британських частинах союзників в ерзац-бронетранспортерах перероблялися шасі танків і САУ.
Після війни відсутність в СРСР БТР було визнано великим упущенням і в короткий час були створені сучасні зразки цих машин. В державах-учасницях блоку НАТО і не пов'язаних з ним країнах після Другої світової війни були створені різноманітні конструкції БТР, що відображають національні точки зору на функції подібних машин у власних військових доктринах і концепціях.

## Типи

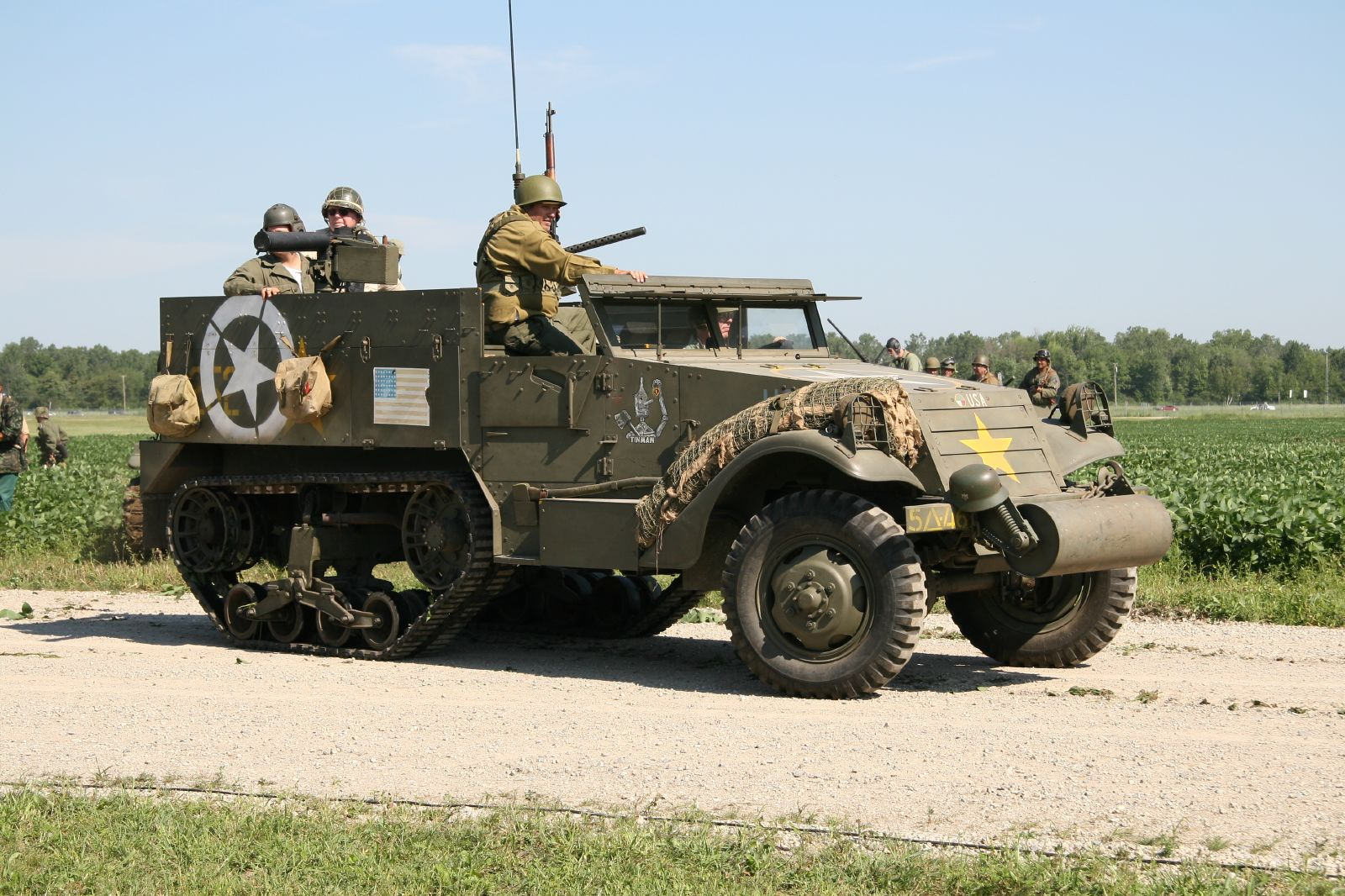
M3, американський напівгусеничний бронетранспортер періоду Другої світової

### За призначенням
- Броньовий транспортер боєприпасів на полі бою;
- Броньовий транспортер піхоти;
- Броньовий транспортер пального;
- Броньовий медичний транспортер (БММ-4С, FV104 Samaritan).

#### За типом рушія
- Гусеничний (МТ-ЛБ, M113, FV103 Spartan)
- Колісний (БТР-80, БТР-4, VAB, Boxer, LAV III)
- Напівгусеничний (Sd Kfz 251, M3)

### Плаваючі БТР

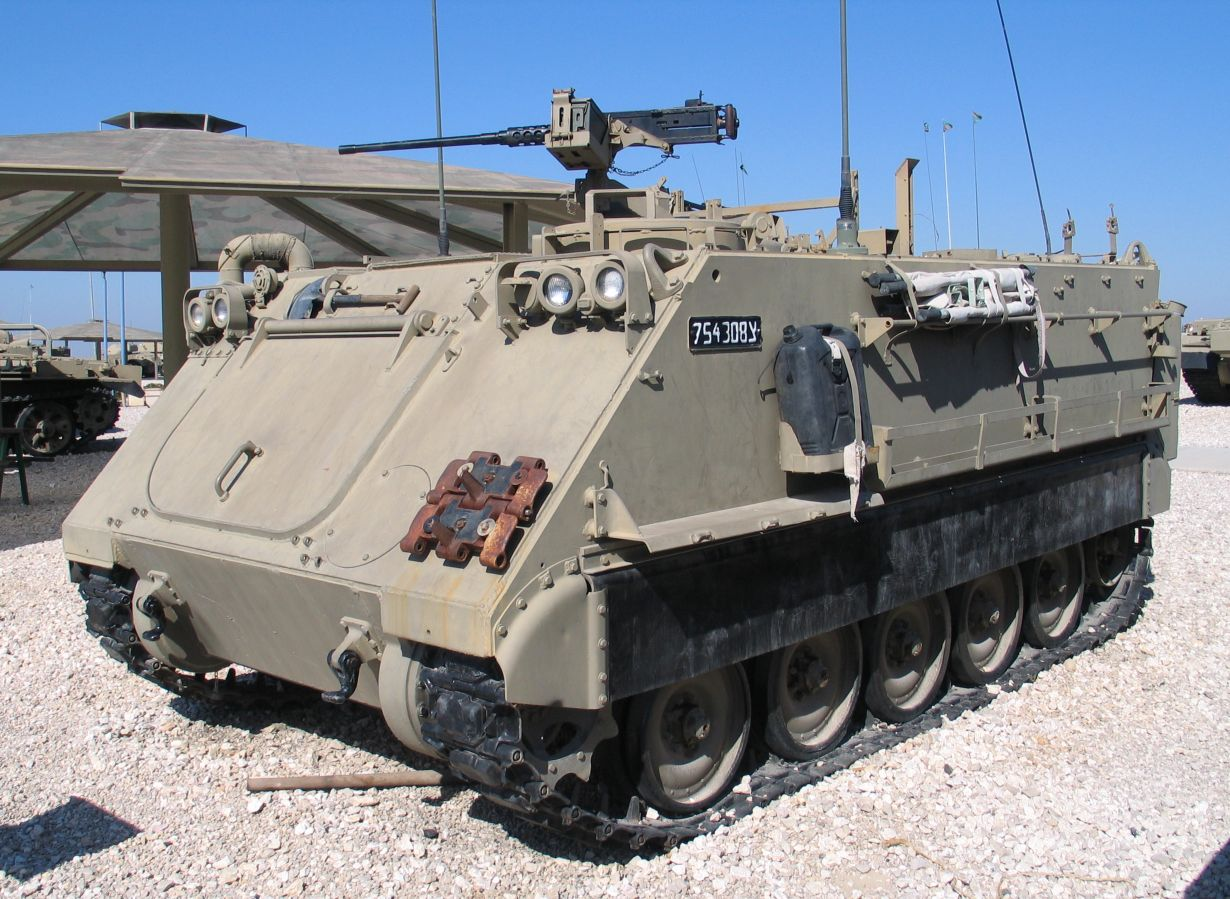
M113, авіатранспортабельний та плаваючий (у ранніх версіях)

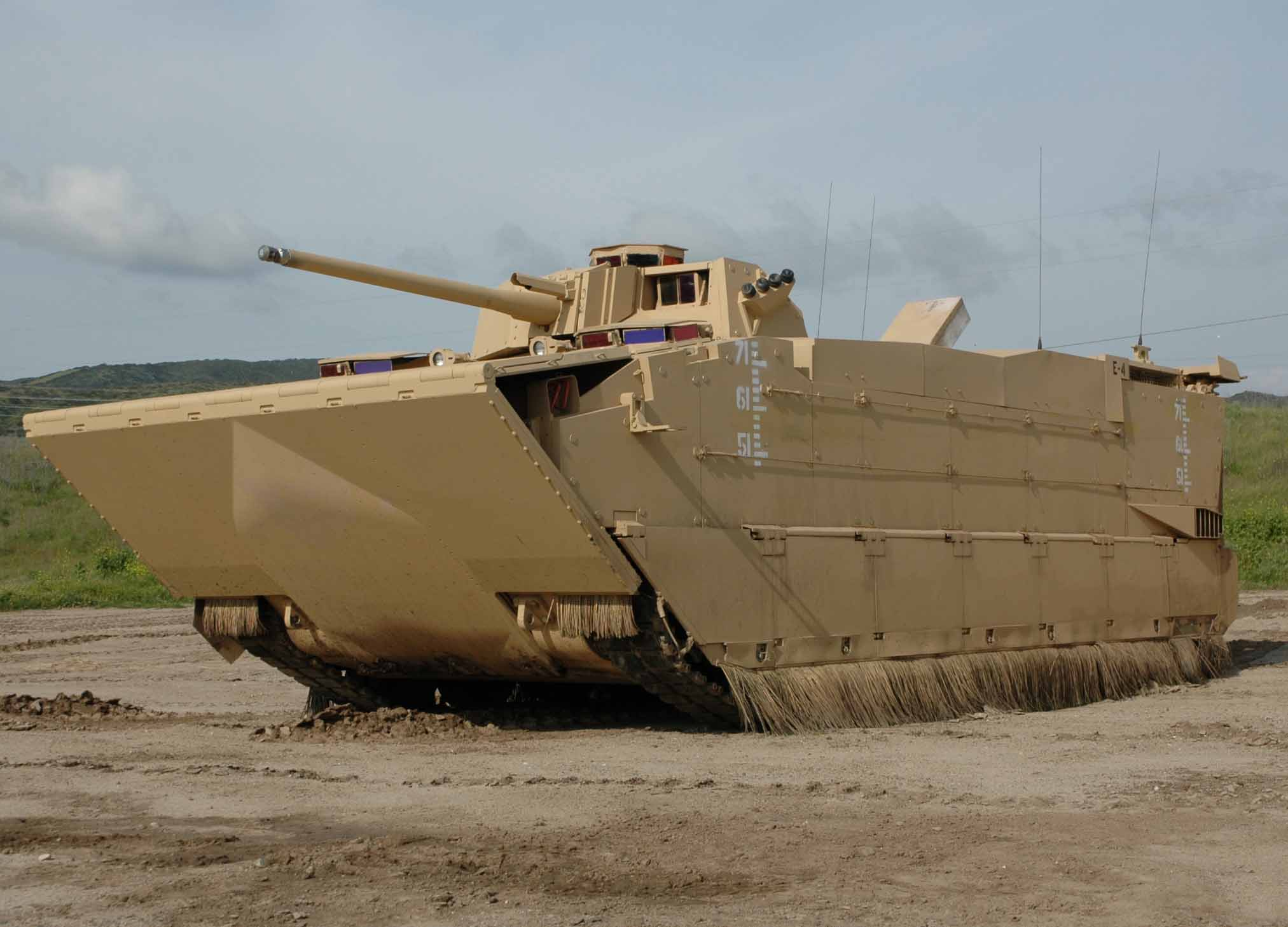
Плаваючий бронетранспортер EFV — перший в світі, здатний глісувати

Концепція, згідно з якою бронетранспортер розглядається як універсальний транспортний засіб, здатний не тільки захистити від куль, але також і долати водні перешкоди. Ця концепція знайшла популярність ще в роки Другої світової війни, коли стало очевидним, що відсутність будь-якої броні у американських амфібій LVT-1 і LVT-2 (англ. Landing Vehicle Tracked - Десантний Транспорт Гусеничний) є їх серйозним недоліком, який, проте, може бути легко виправлений за рахунок застосування бронювання, аналогічного плаваючому танку LVT (A) −1 (англ. A — Armored, Броньований), заснованому на тому ж самому дизайні, що і LVT-1 і 2.

При цьому, в збройних силах СРСР обов'язковою вимогою до бронетранспортерів була авіатранспортабельность (СР радянські вимоги по обмеженню маси і габаритів танка, розраховані на типову залізничну вантажну платформу), з обмеженням маси в 20 тонн — відповідної вантажопідйомності Ан-12, що істотно підвищує стратегічні можливості перекидання бронетраспортерів. Недоліком же є те, що необхідність укластися в ліміт 20 тонн (для порівняння, так і не прийнятий на озброєння вертоліт Мі-12 мав вантажопідйомність в 40 тонн), накладає дуже жорсткі обмеження на технічні характеристики бронетранспортерів. Для порівняння, на Заході авіатранспортабельні бронетранспортери повинні укластися в ліміт заданий технічними характеристиками транспортного літака Lockheed C-130 Hercules, обмежений 18 тоннами, а при складних погодних умовах 13-14 тоннами.

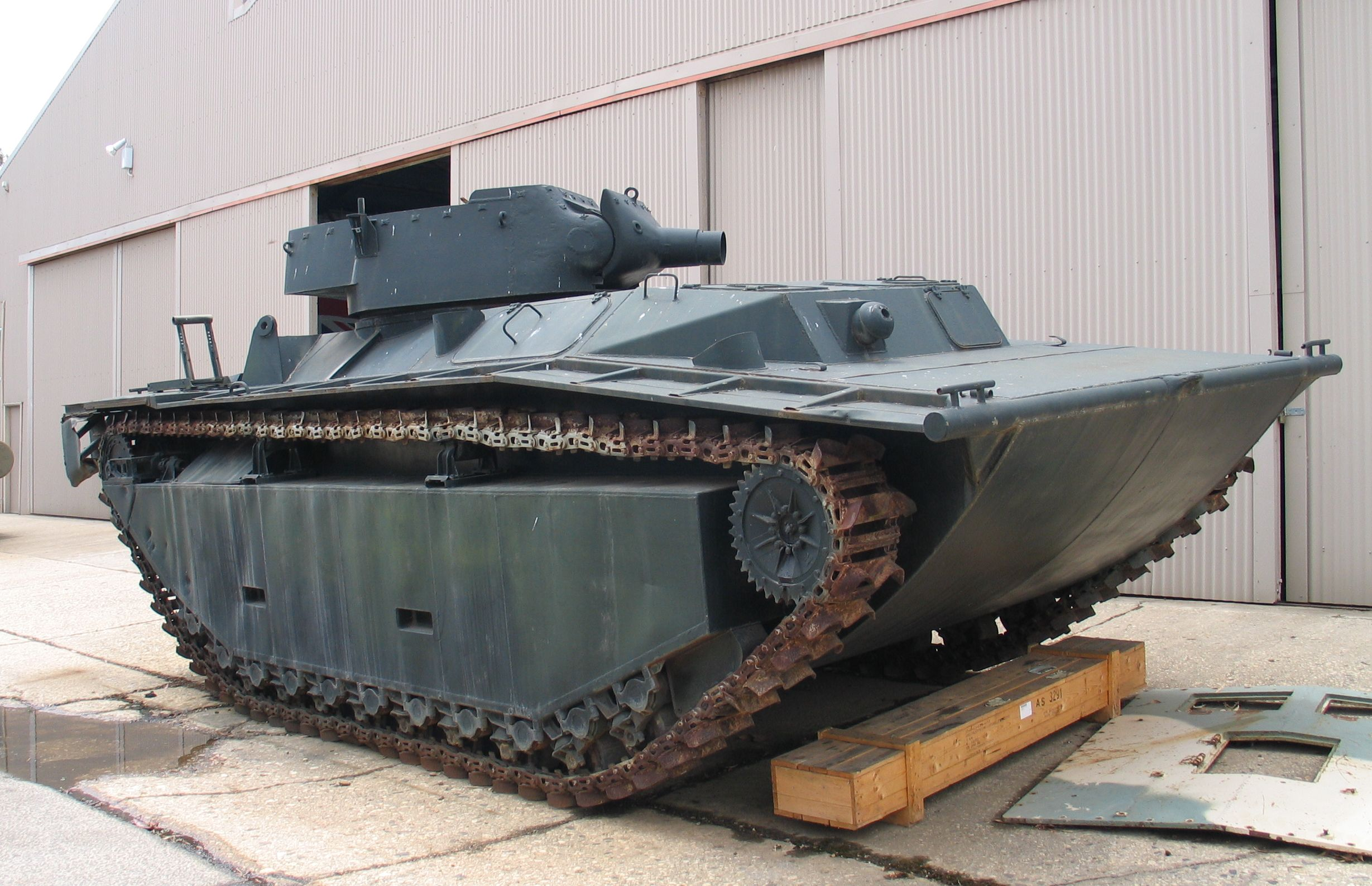
БТР LVTA4.

У той же час, крім авіатранспортабельних бронетранспортерів морська піхота США широко використовує бронетранспортери призначені для транспортування морем, а не по повітрю. Що дозволяє отримати не тільки добре мореплавство, яке важливо саме для військово-морських операцій за участю морської піхоти, але також і велику вантажопідйомність, яке може бути використане як для перевезення більшої кількості десантників, так і для більш важкого озброєння. Так наприклад, якщо авіатранспортабельний бронетранспортер M113 при масі близько 11 тонн, перевозить 11 десантників і озброєний 12.7 мм кулемет, то якщо перевезення здійснюється морем AAV7 при масі в 23 тонни, перевозить 25 десантників і озброєний 40 мм гранатометом.
Однак протягом багатьох років морські піхотинці США все ж були не надто задоволені мореплавними характеристиками своїх бронетранспортерів, вказуючи як найголовнішу ваду традиційно невисоку швидкість руху по воді. Ця проблема вирішилася з появою EFV (англ. Expeditionary Fighting Vehicle - Експедиційний Бойовий Транспорт), спочатку згадуваний AAAV — перший плаваючий бронетранспортер нового покоління (другим став китайський ZBD2000), завдяки надпотужним водометам, що забезпечують глісування, що має швидкість руху по воді, вп'ятеро більшу типової швидкості плаваючого бронетранспортера (~ 40-50 км/год по воді проти традиційних ~ 5-10 км/год).
Що стосується мотопіхоти, то на початку двадцять першого століття, у зв'язку з підвищенням «вартості» життя солдата, стала популярною ідея про відмову як від плаваючих, так і авіатранспортабельних бронетранспортерів (приблизно аналогічних десантним), на користь важких як більш живучих в бою. Критики стверджують, що важкі БТР хоча і знижують втрати, обмежують можливості мотопіхоти в ландшафтах, які рясніють водними перешкодами. Як довід наводиться той факт, що ізраїльська важка БТР «Ахзарит» застосовується в пустельній і напівпустельною місцевості. Але для «свободи» дій в місцевості, яка «буяє водними перешкодами», для БТР життєво необхідна можливість самостійного подолання водних перешкод — і краще вплав, ніж по дну.

### Важкі БТР

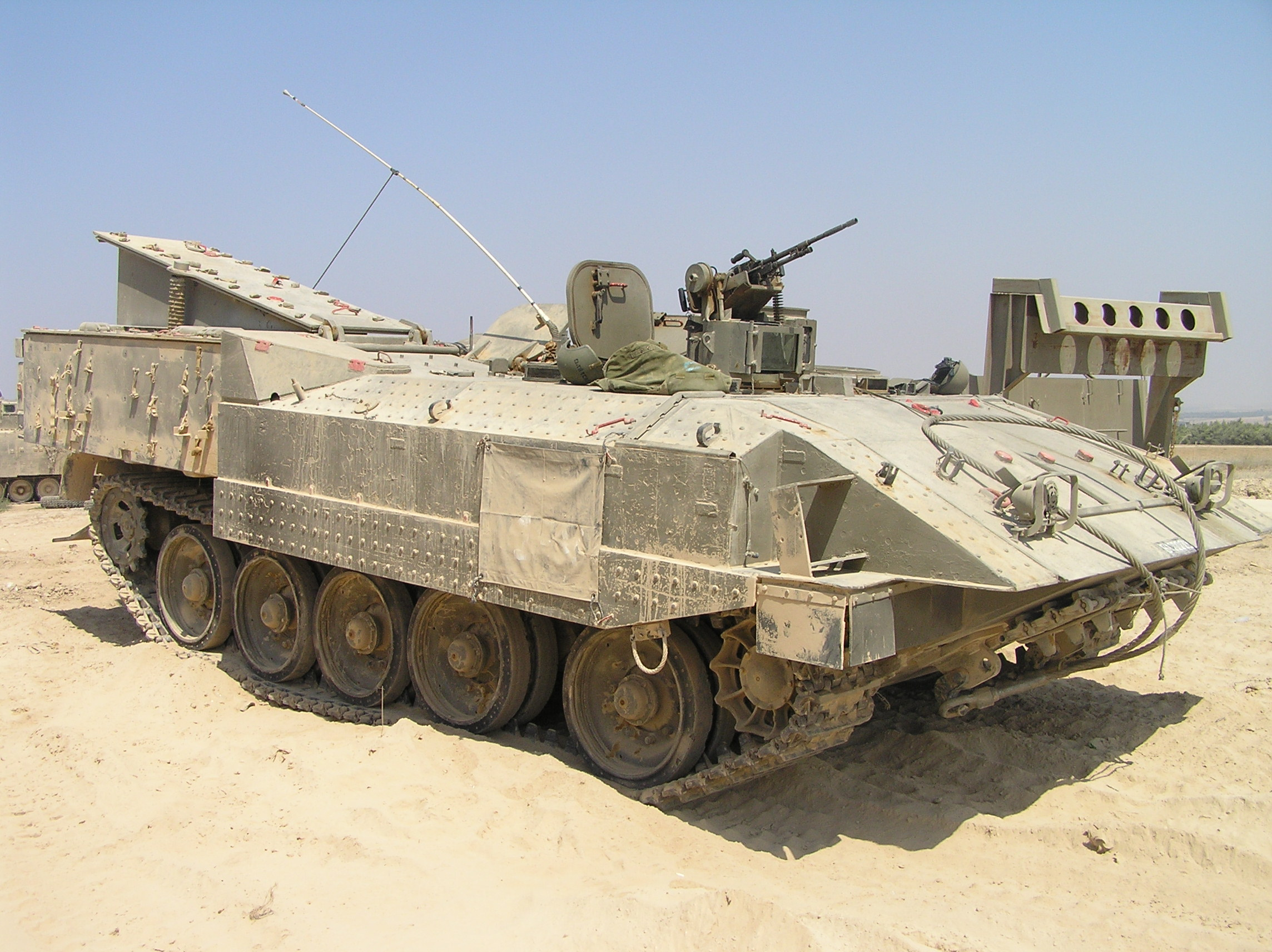
Важкий гусеничний ізраїльський БТР «Ахзарит» на базі Т-54 і Т-55, захоплених в арабських країн. В БМП переобладнано від 400 до 500 танків

Найперший бронетранспортер Mark IX, за низкою ознак можна було віднести як важкий, так і легкий бронетранспортер, так як з одного боку він був створений на базі танка, а з іншого подібно танкам того часу мав захист лише від куль. Пізніше в роки Другої світової війни канадцями використовувалися ерзац-бронетранспортери з танків і САУ зі знятими вежами і дахами, які отримали прізвисько «Кенгуру». Ці машини, хоч і зберігали велику частину танкової броні, не мали даху і були уразливі при попаданнях зверху.
У роки холодної війни ідея важких бронетранспортерів не набула популярності, а протикульовий захист вважався достатнім. Основною причиною було те, що потенційні противники, в силу своєї географічної віддаленості один від одного, робили ставку на танковий десант. І якщо США, які отримали після Другої світової безсумнівне панування на  морі, ставили на свою морську піхоту, то в СРСР була зроблена ставка на Повітрянодесантні війська. В результаті і в тій, і в іншій країні обов'язковою вимогою до бронетранспортерів була їхня здатність до подолання водних перешкод, яку було найлегше забезпечити при протикульовому бронюванні. Різниця концепцій полягала головним чином у тому, що американці, завдяки пануванню на морі, крім невеликих авіатранспортабельних бронетранспортерів (на зразок M113 з масою близько 10 тонн), могли собі дозволити і великі («монструозні» за радянськими мірками) бронетранспортери на зразок AAV7.
Однак пізніше широке поширення дешевих ручних протитанкових гранатометів призвело до вразливості БМП. Солдати стали іронічно розшифровувати БМП як «БРатськаМогилаПіхоти», оскільки бронетранспортери (і  БМП) легко знищувалися з РПГ разом з екіпажем і солдатами у ньому. Назріла явна необхідність створення важких БТР, здатних витримати обстріл з гранатомета. Саме тому на початку 80-х років XX століття Ізраїль став експериментувати, переробляючи під важкі БТР різні танки. На основі отриманого досвіду, в тому числі і під час Ліванської війни, на базі трофейних танків радянського виробництва був створений важкий бронетранспортер «Ахзарит».
У ізраїльського «Ахзарита» та українського БМТ-72 в кормі розташовується компактний двигун, який залишає поруч з собою місце для відносно вузького кормового люка, в цілях компенсації вузькості оснащеного кришкою, що дозволяє десантування з розбігу. При цьому у ізраїльського «Намера» двигун розташовується на носі, забезпечуючи тим самим наявність на кормі широкого люка для десантування.
Що стосується мотопіхоти, то істотним доводом на користь важких БТР є те, що і вони, і БМП, теоретично, в бойовій ситуації, мають взаємодіяти з танками. А танки, за винятком плаваючих, як відомо, не здатні з ходу (без спеціальної підготовки) подолати водну перешкоду. І з цієї точки зору здатність БТР і БМП до плавання при взаємодії з основними танками стає не настільки критичною. У той же час, як показує практика, плаваючі звичайні БТР і БМП через своє слабке бронювання здатні повноцінно взаємодіяти лише з плаваючими танками, а для повноцінної взаємодії з основними танками перевагу мають саме важкі БТР.

## Досвід бойового застосування
В умовах Афганської війни серед особового складу мотострілецьких підрозділів БТР незаслужено отримали прізвисько «бляшанок». Цей факт обумовлений слабким захистом БТР від вогню ручних протитанкових гранатометів. У цьому зв'язку варто зауважити, що основним завданням, яке ставилося перед проєктувальниками БТР, було створення в першу чергу транспортного засобу, швидкого, маневрового, надійного. Тому БТР не розраховують на захист особового складу від вогню артилерії і кумулятивних гранат, чому не можуть протистояти навіть більшість сучасних танків. Броня БТР розрахована на захист лише від стрілецької зброї. В умовах бойового застосування при зіткненні з активною протитанковою обороною противника БТР мали бути виведені з-під вогню до моменту придушення небезпечних вогневих засобів. Участь БТР в безпосередньому бойовому зіткненні з противником, що має засоби ураження броньованих цілей, не є його основним завданням. Його завдання — перевезення особового складу. У винятковому випадку, в цілях захисту від раптового нападу, екіпаж (навідник-оператор) БТР міг обороняти себе і особовий склад вогнем КПВТ і ПКТ[джерело?].

## Відомі зразки
- Німецькі напівгусеничні БТР Другої світової війни SdKfz 251 і SdKfz 250.
- Англійський гусеничний БТР Другої світової війни Universal Carrier.
- Американська серія амфібій LVT
- Американські напівгусеничні БТР Другої світової війни M2 і M3.
- Радянська серія колісних БТР з формулою 8х8 БТР-60, БТР-70, БТР-80 і її спадкоємець БТР-90.
- Радянський багатоцільовий легкоброньований транспортер МТ-ЛБ (з численними модифікаціями)
- Німецький колісний БТР з формулою 6х6 TPz Fuchs («Фукс»).
- Серія французьких колісних БТР з формулою 4х4 VAB.
- Важкий гусеничний ізраїльський БТР «Ахзарит».
- Плаваючий бронетранспортер EFV — перший в світі здатний глісувати.

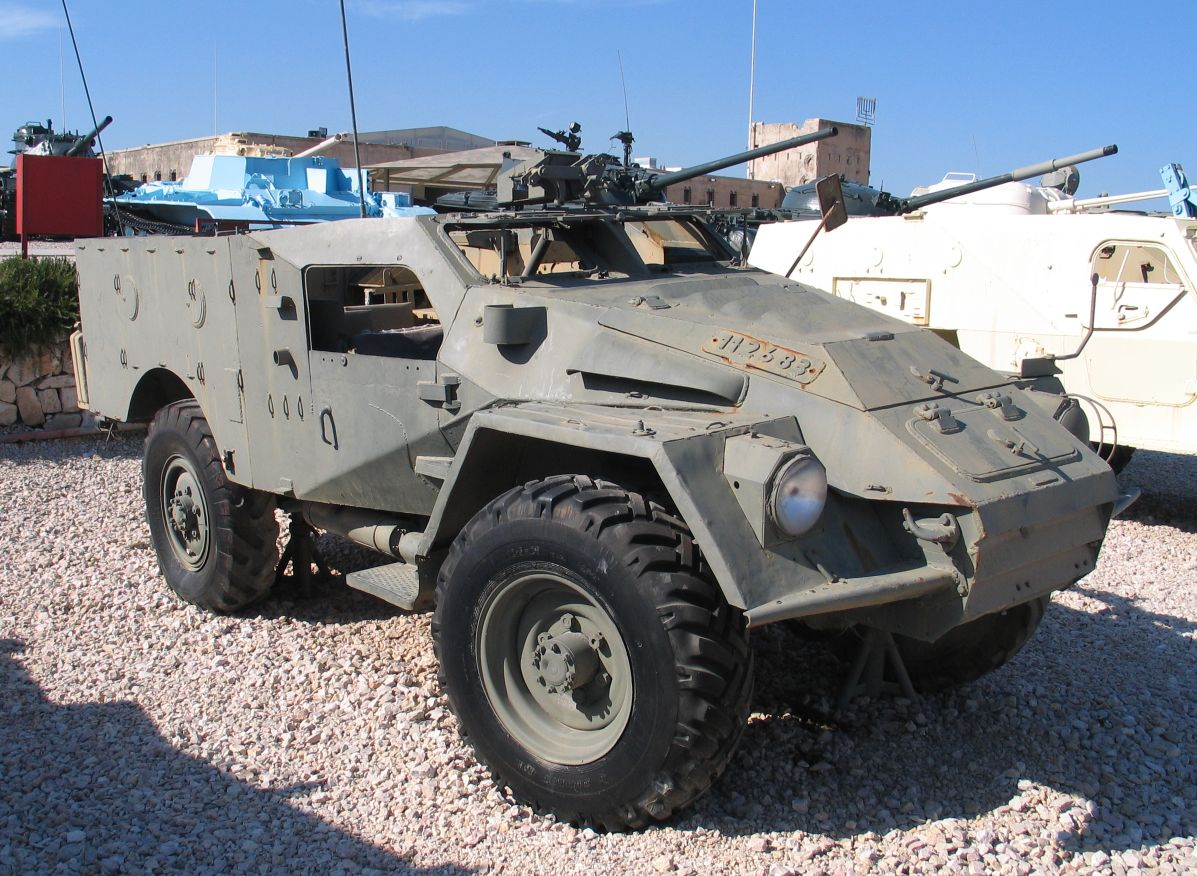
Бронетранспортер БТР-40, бойова машина радянських моторизованих стрільців в 1950-ті роки.
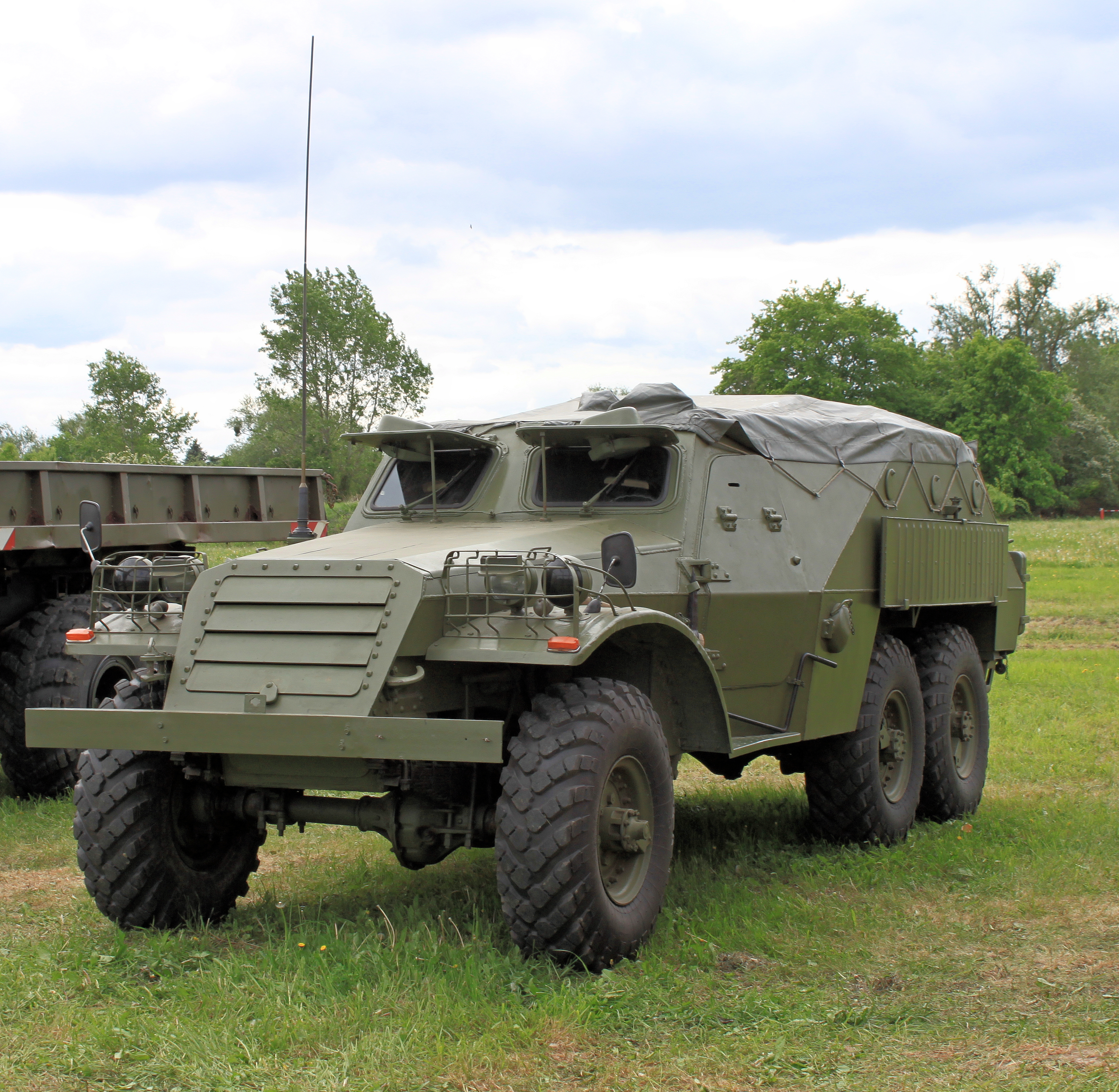
Бронетранспортер БТР-152, бойова машина радянських моторизованих стрільців в 1950-ті роки.
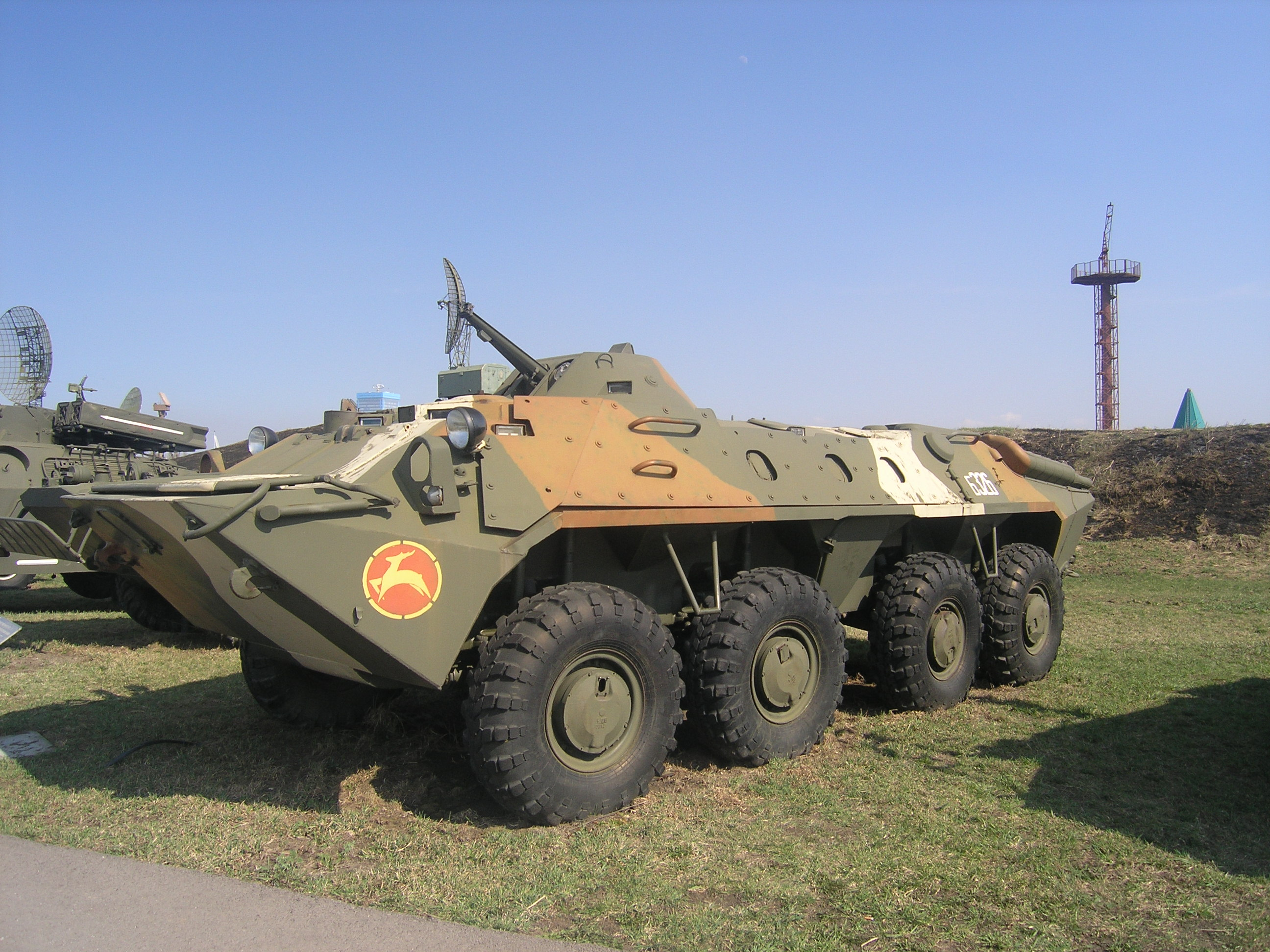
Бронетранспортер БТР-70.
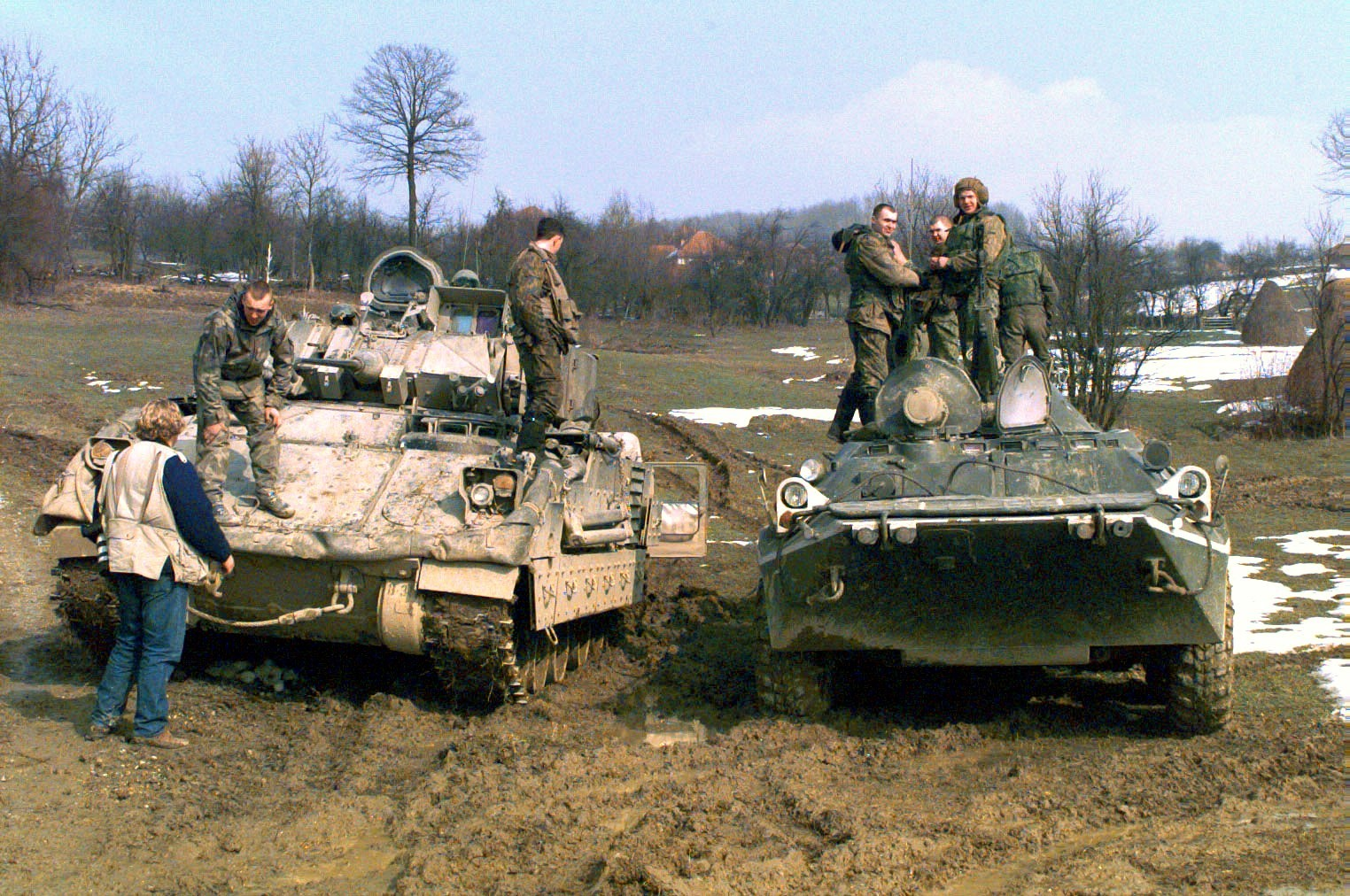
БМП Bradley і бронетранспортер БТР-80
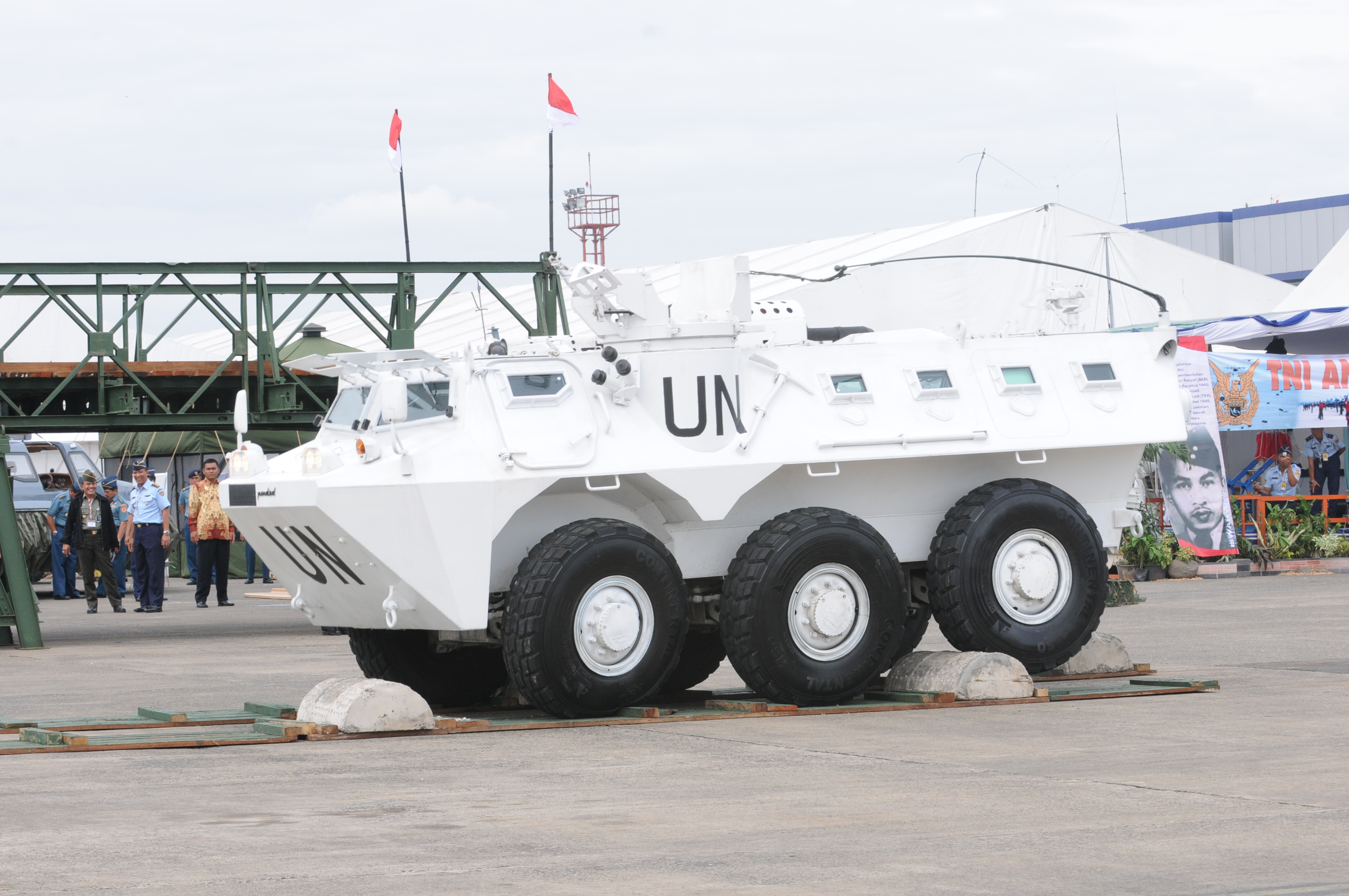
Pindad Panser Indonesia — ANOA 6X6 APS UN
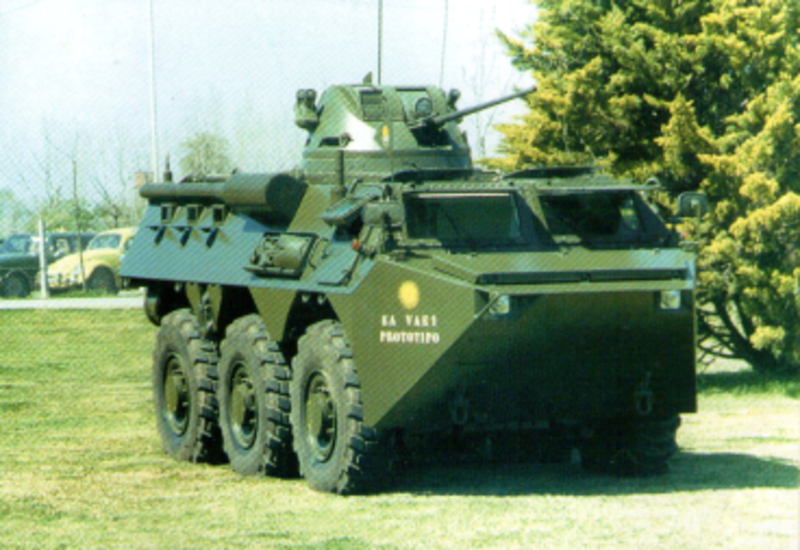
Франко-аргентинський БТР VAE